# 사랑해, 매기
사랑해, 매기(No se Aceptan Devoluciones, Instructions Not Included)는 멕시코에서 제작된 에우헤니오 데르베스 감독의 2013년 코미디, 드라마 영화이다. 에우헤니오 데르베스 등이 주연으로 출연하였다.

## 출연

### 주연
- 에우헤니오 데르베스
- 제시카 린지

### 조연
- 다니엘 레이몬트
- 알레산드라 로살도
- 로레토 페랄타
- 휴고 스티글리츠
- 아셀리아 라미레즈
- 칼라 소우자
- 마가리타 윈
- 아랍 베스케
- 로저 커드니
- 아리 브릭맨